# Onthophagus uelensis
Onthophagus uelensis är en skalbaggsart som beskrevs av Frey 1960. Onthophagus uelensis ingår i släktet Onthophagus och familjen bladhorningar. Inga underarter finns listade i Catalogue of Life.